# Alayça Öztürk
Alayça Öztürk, all'anagrafe Alayça Öztürk Gidişoğlu (Istanbul, 12 aprile 1984), è un'attrice turca, nota per aver interpretato il ruolo di Jülide Yalçınkaya Arcan nella serie Terra amara (Bir Zamanlar Çukurova).

## Biografia
Alayça Öztürk è nata il 12 aprile 1984 a Istanbul (Turchia), e oltre alla recitazione si occupa anche di teatro.

## Carriera
Alayça Öztürk si è laureata presso il dipartimento teatrale del Conservatorio di Stato della Mimar Sinan University. Nel 2002 ha fatto la sua prima apparizione come attrice nella serie Unutma Beni. Nel 2005 ha recitato nella serie Üç Kadın. Nel 2009 ha recitato nei film Güz Sancisi diretto da Tomris Giritlioglu. L'anno successivo, nel 2010, ha ricoperto il ruolo di Oya nella serie Hanımeli Sokağı. Nel 2013 ha interpretato il ruolo di Naz nel film Karnaval diretto da Can Kilcioglu.
Nel 2015 ha interpretato il ruolo di Afitap nella serie Fabrika Kızı. L'anno successivo, nel 2016, ha recitato nel film Ve Perde!. Nel 2017 e nel 2018 è entrata a far parte del cast della serie Ask Ve Mavi, nel ruolo di Safiye. Nel 2019 e nel 2020 è stata scelta per interpretare il ruolo di Jülide Yalçınkaya Arcan nella serie in onda su ATV Terra amara (Bir Zamanlar Çukurova) e dove ha recitato insieme agli attori Hilal Altınbilek, Vahide Perçin, Turgay Aydın e Sibel Taşçıoğlu. Nel 2021 ha recitato nelle serie Ex Askim (nel ruolo di Yasemin) e Masumiyet (nel ruolo di Neva Hanci). Nel 2021 e nel 2022 ha ricoperto il ruolo di Esma Çetin nella serie Elkızı. Nel 2022 ha interpretato il ruolo di Cemile Gedik nel film Kesisme: Iyi Ki Varsin Eren diretto da Özer Feyzioglu.

## Filmografia

### Cinema
- Güz Sancisi, regia di Tomris Giritlioglu (2009)
- Karnaval, regia di Can Kilcioglu (2013)
- Ve Perde! (2016)
- Kesisme: Iyi Ki Varsin Eren, regia di Özer Feyzioglu (2022)

### Televisione
- Unutma Beni – serie TV (2002)
- Üç Kadın – serie TV (2005)
- Hanımeli Sokağı – serie TV (2010)
- Fabrika Kızı – serie TV (2015)
- Ask Ve Mavi – serie TV, 46 episodi (2017-2018)
- Terra amara (Bir Zamanlar Çukurova) – serie TV, 29 episodi (2019-2020)
- Ex Askim – serie TV, 1 episodio (2021)
- Innocence (Masumiyet) – serie TV, 13 episodi (2021)
- Elkızı – serie TV, 13 episodi (2021-2022)
- Kendi düşen Ağlamaz — serie TV 11 episodi (2023)
- Kötü kan — serie TV 5 episodi (2024)

## Doppiatrici italiane
Nelle versioni in italiano dei suoi film e delle sue serie TV, Alayça Öztürk è stata doppiata da:
- Benedetta Ponticelli[17] in Terra amara[18]

## Teatro
- Sihirbaz
- Kızılırmak (2013)
- Mükemmel (2014)
- Haldun Taner Kabare - Dün Bugün (2015)
- Tamamen Doluyuz (2018)